# Pseudosasa membraniligulata
Pseudosasa membraniligulata là một loài thực vật có hoa trong họ Hòa thảo. Loài này được B.M.Yang miêu tả khoa học đầu tiên năm 1989.